# Пайк (окръг, Кентъки)
Окръг Пайк (на английски: Pike County) е окръг в щата Кентъки, Съединени американски щати. Площта му е 2044 km², а населението - 68 736 души (2000). Административен център е град Пайквил.